# Morone
Morone es un género de peces perciformes de la familia Moronidae.

## Especies
Se reconocen las siguientes especies:
- Morone americana
- Morone chrysops
- Morone mississippiensis
- Morone saxatilis